# Mihajlo Ivanovics Tomcsanyij
Mihajlo Ivanovics Tomcsanyij (ukránul: Михайло Іванович Томчаній) (Gerény, 1914. július 16. – Ungvár, 1975. január 19.) ruszin író. Az eredeti családi neve Tomcsányi. A második világháború után, amikor Kárpátalját Szovjetunióhoz csatolták, szovjet személyi igazolványában Tomcsanyijra változtatták a vezetéknevét. Apja – Tomcsányi János (… – 1953), édesanyja Tomcsányi (szül. Kepecs) Erzsébet.

## Élete
Elemi iskoláit Ungváron végezte, azt követően az ukrán nyelvű munkácsi kereskedelmi iskolába járt, amelyet 1936-ban végzett el. 1936–1938 között a csehszlovák hadseregben szolgált. Kárpátalja 1939-es visszacsatolását követően postai tisztviselőként Magyarország belső területeire helyezték át, Szolnokon, Budapesten és Kisújszálláson dolgozott. Kisújszálláson ismerkedett meg jövendő feleségével, Paál Gizella Annával, akitől később három gyermeke született.1945-ben tért vissza Ungvárra, ahol az 1940-es évek végéig szintén postai tisztviselőként dolgozott. Ezt követően elsősorban irodalmi tevékenységgel foglalkozott. Fia ifj. Tomcsányi Mihály építész, grafikusművész 1991-től, családjával együtt Budapesten él.

## Művei
Első művei 1934-ben jelentek meg. Válogatott elbeszéléseit is kiadták: 1950-ben Шовкова трава (Selyemfű), 1955-ben Оповідання (Elbeszélések), 1962-ben На кордоні (A határon) címmel jelentek meg. Kisregényei az 1953-ban kiadott Наша сім'я (Családunk), a Терезка (Terezka) 1957-ből, a Готель Солома (Szalma szálló) 1960-ból, valamint az 1968-ban megjelent Скрипка – його молодість (Ifjusága – a hegedű). Regényei az 1964-ben megjelent Жменяки (Zsmenyák család), amely magyarul is megjelent az ungvári Karpati és a magyar Európa kiadók közös gondozásában. Az 1969-ben megjelent Тихе містечко (Csendes városka) az író Kisújszálláson töltött éveiről szól. 1972-ben megjelent kisregénye a Брати (Fivérek). Műveiben hűen ábrázolta Kárpátalja és Magyarország embereinek mindennapi életét. Korai műveiben megjelentek az impresszionizmus jelei, de a szovjet időszakban áttért a realizmus irányzatára. Magyar és cseh nyelvről fordított ukránra. Nagyon síkeres lett Mikszáth Kálmán Különös házasság című regényének ukrán fordítása (Дивний шлюб).

## Magyarul
- A Zsmenyak család; ukránról ford. Bulecza Rozália, Szalai Borbála; Európa–Kárpáti, Bp.–Uzsgorod, 1972

## Emlékezete
2014. július 16-án Ukrajnában, Kárpátalján és Magyarországon, illetve a világban, ott ahol élnek tisztelői, ünneplik Tomcsányij Mihajlo Ivanovics, híres ruszin-magyar származású ukrán író, születésének 100. évfordulóját. Irodalmi alkotásai fontosak a ruszinok, a magyarok és ukránok számára is.